# Марія Мітчелл
Марія Мітчелл (народилася 1 серпня 1818 року на острові Нантакет, США, померла 28 червня 1889 року в Лінн) — перша жінка — астроном в США. У 1847 році вона відкрила комету під назвою 1847 VI (сучасне позначення C/1847 T1), яку пізніше назвали «кометою міс Мітчелл» на її честь.За своє відкриття вона отримала золоту медаль, яку їй подарував король Данії Крістіан VIII у 1848 році. Мітчелл була першою всесвітньо відомою жінкою, яка працювала як професійний астроном, так і професор астрономії після того, як прийняла посаду в коледжі Вассар. у 1865 році. Вона також була першою жінкою, обраною членом Американської академії мистецтв і наук і Американської асоціації сприяння розвитку науки.

## Ранні роки
Марія Мітчелл народилася 1 серпня 1818 року в Нантакеті (що знаходиться в 30 милях від Кейп-Коду), штат Массачусетс, у сім'ї Лідії Коулман Мітчелл, працівника бібліотеки, і Вільяма Мітчелла, шкільного вчителя та астронома-любителя. Її батьки належали квакерам — релігійного товариства, які нетрадиційно, як на той час, давали їй виховання більш як для хлопчика, аніж для дівчинки. Пізніше Марія працювала бібліотекарем, а також займалася астрономією в обсерваторії свого батька. Третя з десяти дітей, Мітчелл та її брати й сестри, виховувалися в релігії квакерів, вірі, яка цінувала освіту та розумну працю. Її батько навчав усіх своїх дітей природі та астрономії, а робота матері в двох бібліотеках дала їм доступ до різноманітних знань. Мітчелл особливо виявив інтерес і талант до астрономії та передової математики. Батько навчив її керувати рядом астрономічних інструментів, включаючи хронометри, секстанти, прості телескопи-рефрактори та телескопи Долланда. Мітчелл часто допомагала своєму батькові в його роботі з місцевими моряками і в його спостереженнях за нічним небом.
Батьки Мітчелл, як і інші квакери, цінували освіту і наполягали на тому, щоб надати їй такий самий доступ до освіти, як і хлопчики. Їй пощастило, що її батько був відданим учителем державної школи, який цікавився математикою та астрономією; він подбав про те, щоб Мітчелл, який особливо виявляв інтерес і талант, і всі його діти були навчені знанням астрономії. Крім того, важливість Нантакету як китобійного порту означала, що дружини моряків залишалися місяцями, іноді роками, щоб керувати домашніми справами, поки їхні чоловіки були в морі, тим самим створюючи атмосферу відносної незалежності та рівності для жінок, які називали острів домом.
Після відвідування маленької школи Елізабет Гарднер у ранні роки її дитинства Мітчелл відвідувала Північну гімназію, де Вільям Мітчелл був першим директором. Через два роки після заснування цієї школи, коли їй було 11 років, її батько заснував власну школу на Говард-стріт. Там вона була студенткою, а також помічником свого батька. Вдома батько навчав її астрономії за допомогою свого особистого телескопа. У віці 12 років вона допомогла своєму батькові обчислити точний момент сонячного затемнення в 1831 році.
Школу її батька закрили, і згодом вона відвідувала школу для молодих дівчат унітарного міністра Сайруса Пірса до 16 років. Пізніше вона працювала на Пірса його помічником, перш ніж відкрила власну школу в 1835 році. Мітчелл розробила експериментальні методи навчання, які вона практикувала на своїх майбутніх викладацьких посадах. Вона вирішила дозволити небілим дітям відвідувати її школу, що було суперечливим кроком, оскільки місцева державна школа на той час все ще була відокремлена.
Мітчелл почала працювати першим бібліотекарем Нантакетського Атенеуму в 1836 році і займала цю посаду протягом 20 років.Обмежений робочий час закладу дозволив їй допомогти батькові з серією астрономічних спостережень і географічних розрахунків для Берегові служби США і продовжити власну освіту. Мітчелл та її батько працювали в невеликій обсерваторії, збудованій на даху будівлі Pacific Bank із чотиридюймовим екваторіальним телескопом, наданим за результатами огляду. На додаток до пошуку туманностей і подвійних зірок, пара визначала широти і довготи, обчислюючи висоту зірок і відповідно кульмінацій і затемнень Місяця.
У 1843 році Мітчелл залишила віру квакерів і почала дотримуватися принципів унітарії, хоча фізично вона відвідувала унітаріанську церкву лише через двадцять років. Її відхід від квакерів не призвів до розриву з її родиною, з якою вона залишалася близькою. Ми мало знаємо про цей період, тому що залишилося небагато її особистих документів до 1846 року. Сім'я Мітчелл вважає, що вона була свідком особистих паперів інших мешканців Нантакету, рознесених вулицею Великою пожежою 1846 року, і через страх перед новою пожежею вона згоріла. її власні документи, щоб зберегти їх приватними.

## Відкриття комети "Комета міс Мітчелл"
Використовуючи телескоп, о 22:50 восени 1 жовтня 1847 року Марія виявила пізніше названу її ім'ям комету (комета 1847 VI, зараз C/1847 T1). Вона помітила, що невідомий об'єкт летить по небу в області, де вона раніше не помічала жодної іншої активності, і вважала, що це комета. Пізніше комета стала відома як «Комета міс Мітчелл». За кілька років перед тим король Данії Фрідріх VI встановив премію за кожного відкривача «телескопічних комет» (занадто слабких, щоб побачити неозброєним оком). Нагороду присвоювали першовідкривачеві кожної наступної комети (іноді деякі комети одночасно відкривали кілька незнайомих між собою людей). Зрештою Марія виграла одну з цих нагород, що дало їй міжнародну популярність.
6 жовтня 1848 року Мітчелл була нагороджена золотою медаллю за своє відкриття королем Данії Крістіаном VIII.Ця нагорода була раніше встановлена королем Данії Фрідріхом VI на честь «першого відкривача» кожної нової телескопічної комети, комети, занадто слабкої, щоб її можна було побачити неозброєним оком. На її медалі було написано 257 рядок I книги Георгії Вергілія: «Non Frustra Signorum Obitus Speculamur et Ortus» (англ.: Недаремно ми спостерігаємо захід і схід [зірок]). Єдиними жінками, які відкрили комету, були астрономи Керолайн Гершель і Марія Маргарет Кірх. Хоча нагороду було надіслано листом у 1848 році, Мітчелл фізично не отримала нагороду в Нантакеті до березня 1849 року. Вона стала першою американкою, яка отримала цю медаль, і першою жінкою, яка отримала нагороду з астрономії.
Незабаром виникло непорозуміння, тому що Франческо де Віко виявив ту ж комету сам через два дні, але він швидше за Марію повідомив про це; однак справа була вирішена на користь Мітчелл. Вона була нагороджена в 1848 році новим королем Фрідріхом VII .
Мітчелл започаткувала щоденне спостереження за сонячними плямами. Вона виявила, що вони швидше обертаються вертикальними заглибленнями, а не хмарами в атмосфері, як вважалося раніше. У своїх роботі вона також досліджувала туманності, подвійні зірки, явища сонячного затемнення і  супутники Сатурна та Юпітера.
Примітка: деякі джерела неправильно інтерпретують термін «першовідкривач телескопічних комет» і помилково стверджують, що Мітчелл є першою людиною в історії, яка відкрила комету за допомогою телескопа.

## Кар'єра
Марія Мітчелл була першою жінкою, яка стала членом Американської академії наук і мистецтв в 1848 році і Американської асоціації розвитку науки в 1850 році. Пізніше вона працювала в офісі Морського альманаху у Вашингтоні, де розрахувала позицію планети Венера. Вона також подорожувала по Європі разом з Натаніелем Хоторном і його сім'єю.
У 1865 році вона стала першим професором астрономії у Вассарському коледжі, а також була призначена директором обсерваторії Вассарського коледжу. Після певного часу роботи, незважаючи на репутацію та досвід, її зарплата була нижчою, ніж зарплата багатьох молодих професорів. Вона почала шукати підвищення зарплати і отримала її.

## Професорство в Коледжі Вассар (1865–1888)
Хоча сама Мітчелл не мала вищої освіти, її засновник Метью Вассар призначив професором астрономії в Коледжі Вассара в 1865 році і стала першою жінкою-професором астрономії. Мітчелл була першою особою, призначеною на факультет, а також була призначена директором обсерваторії коледжу Вассар, посаду, яку вона займала більше двох десятиліть. Мітчелл також редагувала астрономічну колонку Scientific American під час своєї професорської роботи. Частково завдяки вказівкам Мітчелла, Коледж Вассар зарахував більше студентів на математику та астрономію, ніж Гарвардський університет з 1865 по 1888 рік. У 1869 році Мітчелл приєдналася до Мері Сомервілл та Елізабет Кабот Агасіс, ставши однією з перших жінок, обраних до Американського філософського товариства. Ганноверський коледж, Колумбійський університет і жіночий коледж Рутгерса надали Мітчеллу почесні ступені.
Мітчелл підтримувала багато своїх нетрадиційних методів навчання на своїх уроках: вона не повідомляла ні оцінок, ні пропусків; вона виступала за невеликі класи та індивідуальну увагу; і вона включила технології та математику в свої уроки. Хоча можливості кар’єри її студентів були обмежені, вона ніколи не сумнівалася у важливості їх вивчення астрономії. «Я не можу розраховувати на створення астрономів, — сказала вона своїм учням, — але я сподіваюся, що ви підбадьорите свій розум, працюючи над здоровими способами мислення. Коли нас роздратують і турбують дрібні турботи, погляд на зірки покаже нам незначність наших власних інтересів».
Дослідницькі інтереси Мітчелл були досить різноманітними. Вона фотографувала планети, такі як Юпітер і Сатурн, а також їхні супутники, а також вивчала туманності, подвійні зірки та сонячні затемнення. Потім Мітчелл розробила теорії навколо своїх спостережень, таких як обертання однієї зірки навколо іншої у подвійних зіркових утвореннях і вплив відстані та хімічного складу на зміну кольору зірки. Мітчелл часто залучала своїх учнів до своїх астрономічних спостережень як у польових умовах, так і в обсерваторії коледжу Вассар. Хоча вона почала записувати сонячні плями на око в 1868 році, вона та її учні почали щодня фотографувати їх у 1873 році. Це були перші регулярні фотографії Сонця, і вони дозволили їй дослідити гіпотезу про те, що сонячні плями є порожнинами, а не хмарами на поверхні Сонця. Під час повного сонячного затемнення 29 липня 1878 року Мітчелл і п’ять помічників вирушили з 4-дюймовим телескопом до Денвера для спостережень.Її зусилля сприяли успіху випускників наук Вассара та астрономії, оскільки двадцять п’ять її студентів були представлені в «Хто є хто в Америці».
Викладаючи деякий час у Вассарі, вона дізналася, що, незважаючи на її репутацію та досвід, її зарплата була нижчою, ніж у багатьох молодих професорів-чоловіків. Мітчелл і Аліда Евері, єдина інша жінка на факультеті в той час, наполягали на підвищенні зарплати і отримали його.Вона викладала в коледжі до виходу на пенсію в 1888 році, за рік до смерті.

## Посмертне визнання
Мітчелл померла від хвороби мозку 28 червня 1889 року у віці 70 років у Лінні, штат Массачусетс. Її поховали на лоті 411, на кладовищі Проспект-Хілл, Нантакет. Організація, Асоціація Марії Мітчелл, була заснована в Нантакеті для збереження наук на острові та роботи Мітчелла. Асоціація керує музеєм природної історії, акваріумом, науковою бібліотекою, домашнім музеєм Марії Мітчелл та обсерваторією, названою на її честь, Обсерваторією Марії Мітчелл.
Мітчел стала лауреатом Національного місячника жіночої історії в 1989 році Національним проектом жіночої історії та була введена в Національну залу жіночої слави в 1994 році. Вона була тезкою корабля Liberty Другої світової війни, SS Maria Mitchell, і Приміська залізниця Нью-Йорка Метро Північна (з кінцевою точкою лінії Гудзона в Покіпсі біля коледжу Вассар) має потяг під назвою Комета Марії Мітчелл. На її честь названо також кратер на Місяці. 1 серпня 2013 року пошукова система Google нагородила Марію Мітчелл Google Doodle, на якому вона зображена у вигляді мультфільму на даху, яка дивиться в телескоп у пошуках комет.
Її унікальне місце на стику американської науки та культури було яскраво відображено в ряді останніх публікацій. У книзі Марії Попової «Фігурація», опублікованій у 2019 році, Марія Мітчелл служить основою, через яку Попова досліджує, як особисте життя жінок-вчених і митців взаємодіє з їхніми професійними пристрастями. Її життя також описано в дитячій книзі, написаній Хейлі Баррет та проілюстрованій Діаною Судкією під назвою «Що побачила міс Мітчелл».

### Інтернет-джерела
- Інформація про оголошення нагороди за першовідкривачів комет [Архівовано 11 серпня 2014 у Wayback Machine.] (англ.)
- Інформація про комету пані Мітчелл [Архівовано 12 серпня 2014 у Wayback Machine.] (англ.)
- Скасування нагород за першовідкривачів комет [Архівовано 4 березня 2016 у Wayback Machine.] (англ.) так (англ.) (Див Датсько-прусська війна)
- Марія Мітчелл працює на Project Gutenberg (англ.)

### Книги
- Кендалл, Фібі Мітчелл. Марія Мітчелл; Життя, листи та журнали, (Бостон: Лі і Шепард, 1896)
- M.W. Whitney, In Memoriam, (Паукіпсі, Нью-Йорк, 1889)
- М. К. Баббіт, Марія Мітчелл, як її учні знали її, (Покіпсі, Нью-Йорк, 1912)